# Working with Engels
Working with Engels –  kanadyjsko-amerykański sitcom serial telewizyjny  wyprodukowany  przez Halfire-CORE Entertainment. Premierowy odcinek serialu został wyemitowany 12 marca 2014 roku przez  Global. Twórcami serialu są Katie Ford i Jane Ford, które napisały scenariusz. 
W USA premierowy odcinek serialu został wyemitowany 10 lipca 2014 roku  przez NBC

20 sierpnia 2014 roku, stacje: Global i NBC  ogłosiły anulowanie serialu po jednym sezonie]

## Fabuła
Serial skupia się na rodzinie Engel, których ojciec umiera pozostawiając ich z ogromnym  długiem. Postanawiają założyć kancelarie prawniczą, ale tylko jeden posiada kwalifikacje prawnicze.

## Obsada
- Andrea Martin jako Ceil Engel[3]
- Kacey Rohl jako Jenna Engel
- Azura Skye jako Sandy Engel-Karinsky
- Benjamin Arthur jako Jimmy Engel
- Colin Mochrie jako Miles
- Jennifer Irwin jako Charisse
- Martin Short jako Chuck Pastry[3]
- Gregory Smith jako Johnny
- Eugene Levy jako Arthur Horowitz[3]

## Odcinki
| Sezon | Sezon | Odcinki | Oryginalna emisja | Oryginalna emisja | Oryginalna emisja | Oryginalna emisja | Oryginalna emisja |
| Sezon | Sezon | Odcinki | Premiera sezonu   | Finał sezonu      | Premiera sezonu   | Finał sezonu      |                   |
| ----- | ----- | ------- | ----------------- | ----------------- | ----------------- | ----------------- | ----------------- |
|       | 1     | 12      | 12 marca 2014     | 29 maja 2014      | brak danych       | brak danych       |                   |

### Sezon 1 (2014)
| Nr | #  | Tytuł                       | Reżyseria       | Scenariusz                   | Premiera Global  | Premiera     |
| -- | -- | --------------------------- | --------------- | ---------------------------- | ---------------- | ------------ |
| 1  | 1  | Pilot                       | Mel Damski      | Katie Ford Jane Cooper Ford  | 12 marca 2014    | nieemitowany |
| 2  | 2  | Maid Amends                 | Keith Samples   | Katie Ford Jane Cooper Ford  | 19 marca 2014    | nieemitowany |
| 3  | 3  | Jenna's Friend              | Jason Priestley | Howard Busgang Tom Nursall   | 26 marca 2014    | nieemitowany |
| 4  | 4  | Picture Night               | James Genn      | Rupinder Gill                | 2 kwietnia 2014  | nieemitowany |
| 5  | 5  | Meet Irene Horowitz         | Jason Priestley | Jane Cooper Ford             | 9 kwietnia 2014  | nieemitowany |
| 6  | 6  | Jenna's Presentation        | Mel Damski      | Diane Flacks                 | 16 kwietnia 2014 | nieemitowany |
| 7  | 7  | The Crazy Family            | Keith Samples   | Jane Cooper Ford             | 23 kwietnia 2014 | nieemitowany |
| 8  | 8  | Jenna vs. The Momfia        | James Genn      | Fabrizio Flippo              | 30 kwietnia 2014 | nieemitowany |
| 9  | 9  | The Book Club               | Keith Samples   | Josh Gal                     | 7 maja 2014      | nieemitowany |
| 10 | 10 | Jenna vs. Big Pastry        | Keith Samples   | Jane Cooper Ford             | 14 maja 2014     | nieemitowany |
| 11 | 11 | Jenna vs. Big Pastry Part 2 | Jason Priestley | Howard Busgang               | 22 maja 2014     | nieemitowany |
| 12 | 12 | Family Therapy              | Jason Priestley | Katie Ford Stephanie Kaliner | 29 maja 2014     | nieemitowany |